# Puchar Niemiec w piłce nożnej (2015/2016)
Puchar Niemiec w piłce nożnej mężczyzn 2015/2016 – 73. edycja rozgrywek mających na celu wyłonienie zdobywcy Pucharu Niemiec, który uzyska tym samym prawo gry w fazie grupowej Ligi Europy UEFA sezonu 2016/2017. Finał został rozegrany na Stadionie Olimpijskim w Berlinie. W finale Bayern Monachium pokonał po rzutach karnych Borussię Dortmund, zdobywając po raz 18. to trofeum.

## Uczestnicy
| uczestnicy Bundesligi w sezonie 2014/2015 wszystkie zespoły | uczestnicy 2. Bundesligi w sezonie 2014/2015 wszystkie zespoły | 4 najlepsze zespoły 3. Bundesligi w sezonie 2014/2015 oraz zdobywcy pucharów regionalnych 28 zespołów |
| --- | --- | --- |
| - Bayern Monachium - Borussia Dortmund - FC Schalke 04 - Bayer 04 Leverkusen - VfL Wolfsburg - Borussia Mönchengladbach - 1. FSV Mainz 05 - FC Augsburg - TSG 1899 Hoffenheim - Hannover 96 - Hertha BSC - Werder Brema - Eintracht Frankfurt - SC Freiburg - VfB Stuttgart - HSV - 1. FC Köln - SC Paderborn 07 | - 1. FC Nürnberg - Eintracht Brunszwik - SpVgg Greuther Fürth - 1. FC Kaiserslautern - Karlsruher SC - Fortuna Düsseldorf - TSV 1860 Monachium - FC St. Pauli - 1. FC Union Berlin - FC Ingolstadt 04 - VfR Aalen - SV Sandhausen - FSV Frankfurt - FC Erzgebirge Aue - VfL Bochum - 1. FC Heidenheim - RB Lipsk - SV Darmstadt 98 | - BFC Dynamo - TuS Erndtebrück - SV 07 Elversberg - Hallescher FC - FC Viktoria Köln - MSV Duisburg - Bremer SV - Stuttgarter Kickers - Würzburger Kickers - SV Meppen - Sportfreunde Lotte - SSV Reutlingen 05 - Holstein Kiel - FSV Salmrohr - Bahlinger SC - Chemnitzer FC - Carl Zeiss Jena - HSV Barmbek-Uhlenhorst - FK Pirmasens - Rot-Weiss Essen - VfL Lübeck - FC Nöttingen - SpVgg Unterhaching - Hansa Rostock - KSV Hessen Kassel - Energie Cottbus - VfL Osnabrück - Arminia Bielefeld |

## Plan rozgrywek
- 1. runda – 7-10 sierpnia 2015
- 2. runda – 27-28 października 2015
- 3. runda – 15-16 grudnia 2015
- ćwierćfinały – 9-10 lutego 2016
- półfinały – 19-20 kwietnia 2016
- finał – 21 maja 2016

## Rozgrywki

### 1. runda
Mecze zostały rozegrane w dniach 7-10 sierpnia 2015 roku.
| 7 sierpnia 2015 | BFC Dynamo | 0:2   | FSV Frankfurt           |                                         |
| 19:00           |            | (0:2) | 3' Kapllani · 42' Dedič | Sportforum Stadion, Berlin Widzów: 6198 |

| 7 sierpnia 2015 | TuS Erndtebrück | 0:5   | SV Darmstadt 98                                            |              |
| 19:00           |                 | (0:2) | 9' Sailer · 10', 66' Stroh-Engel · 57' Heller · 84' Rausch | Widzów: 7857 |

| 7 sierpnia 2015 | SV 07 Elversberg            | 1:3 (pd.) | FC Augsburg                                |                                              |
| 20:00           | 52' Maek · 90' Obernosterer | (0:0)     | 83' Bobadilla · 101' Mölders · 109' Werner | Ludwigsparkstadion, Saarbrücken Widzów: 5434 |

| 8 sierpnia 2015 | Hallescher FC | 0:1   | Eintracht Brunszwik |                                      |
| 15:30           |               | (0:0) | 67' Zuck            | Erdgas Sportpark, Halle Widzów: 8000 |

| 8 sierpnia 2015 | FC Viktoria Köln               | 2:1   | Union Berlin |              |
| 15:30           | 68' Wunderlich · 74' Reimerink | (0:1) | 41' Quaner   | Widzów: 4540 |

| 8 sierpnia 2015 | FC Erzgebirge Aue | 1:0   | SpVgg Greuther Fürth |                                     |
| 15:30           | 68' Skarlatidis   | (0:0) |                      | Erzgebirgsstadion, Aue Widzów: 6000 |

| 8 sierpnia 2015 | MSV Duisburg | 0:5   | FC Schalke 04                                                        |                                                   |
| 15:30           | 31' Bajić    | (0:3) | 4' Huntelaar · 39' Nastasić · 45' Geis · 63' Di Santo · 85' Goretzka | Schauinsland-Reisen-Arena, Duisburg Widzów: 31500 |

| 8 sierpnia 2015 | Bremer SV | 0:3   | Eintracht Frankfurt                           |                                        |
| 15:30           |           | (0:1) | 31' Castaignos · 52' Aigner · 71' Waldschmidt | Panzenberg Stadion, Brema Widzów: 4500 |

| 8 sierpnia 2015 | Stuttgarter Kickers | 1:4   | VfL Wolfsburg |  |
| 15:30           | 79' Badiane         | (0:2) |               |  |

| 8 sierpnia 2015 | Würzburger Kickers | 0:2 (pd.) | Werder Brema             |              |
| 15:30           |                    | (0:0)     | 102' Ujah · 108' Bartels | Widzów: 9760 |

| 8 sierpnia 2015 | SV Meppen   | 0:4   | 1. FC Köln                        |               |
| 15:30           | 24' Gommert | (0:2) | 1', 27', 79' Modeste · 87' Zoller | Widzów: 13815 |

| 8 sierpnia 2015 | Sportfreunde Lotte | 0:3   | Bayer Leverkusen                           |              |
| 15:30           | 77' Gorschlüter    | (0:1) | 15' Kießling · 55' Çalhanoğlu · 77' Bender | Widzów: 6500 |

| 8 sierpnia 2015 | TSV 1860 Monachium      | 2:0   | TSG 1899 Hoffenheim |                                        |
| 18:00           | 51' Claasen · 90' Mulić | (0:0) |                     | Allianz Arena, Monachium Widzów: 17800 |

| 8 sierpnia 2015 | SSV Reutlingen 05       | 3:1   | Karlsruher SC                                 |                                                    |
| 20:30           | 13', 33', 90' Ricciardi | (2:0) | 83' Kempe · 12' Gulde · 51' Gordon · 90' Dehm | Stadion an der Kreuzeiche, Reutlingen Widzów: 8166 |

| 8 sierpnia 2015 | Holstein Kiel | 1:2   | VfB Stuttgart            |                                         |
| 20:30           | 37' Czichos   | (1:1) | 42' Didavi · 60' Ginczek | Holstein-Stadion, Kilonia Widzów: 11522 |

| 9 sierpnia 2015 | FSV Salmrohr | 0:5   | VfL Bochum                                  |              |
| 14:30           |              | (0:1) | 40', 49', 59' Terodde · 64', 90' Terrazzino | Widzów: 3000 |

| 9 sierpnia 2015 | Bahlinger SC                       | 0:0 k. 3:5    | SV Sandhausen                                         |                                             |
| 14:30           |                                    | (0:0, k. 3:5) | 54' Kulovits                                          | Kaiserstuhl Stadion, Bahlingen Widzów: 3890 |
| 14:30           | · Bührer · Nopper · Adam · Göppert | Rzuty karne   | · Bouhaddouz · Paqarada · Linsmayer · Kister · Wooten | Kaiserstuhl Stadion, Bahlingen Widzów: 3890 |

| 9 sierpnia 2015 | Chemnitzer FC | 0:2   | Borussia Dortmund                |                                                       |
| 14:30           |               | (0:1) | 25' Aubameyang · 82' Mychitarian | Stadion an der Gellertstrasse, Chemnitz Widzów: 12500 |

| 9 sierpnia 2015 | Carl Zeiss Jena                           | 3:2 (pd.) | HSV                        |                                          |
| 14:30           | 15' Gerlach · 58' Jovanović · 106' Pieles | (1:0)     | 48' Olić · 90' Gregoritsch | Ernst Abbe Sportfeld, Jena Widzów: 13800 |

| 9 sierpnia 2015 | HSV Barmbek-Uhlenhorst | 0:5   | SC Freiburg                               |                                                 |
| 14:30           |                        | (0:2) | 2', 45', 61', 63' Petersen · 71' Schuster | Sportplatz Rupprechtplatz, Hamburg Widzów: 4600 |

| 9 sierpnia 2015 | FK Pirmasens  | 1:4   | 1. FC Heidenheim                               |                                              |
| 16:00           | 82' Schmieden | (0:2) | 28' Halloran · 32' Morabit · 51', 80' Leipertz | Sportpark Husterhohe, Pirmasens Widzów: 2320 |

| 9 sierpnia 2015 | Rot-Weiss Essen                 | 0:0 k. 1:3    | Fortuna Düsseldorf                                    |                                            |
| 16:00           |                                 | (0:0, k. 1:3) | 83' Schmitz                                           | Georg Melches Stadion, Essen Widzów: 17500 |
| 16:00           | · Baier · Weber · Cekic · Fritz | Rzuty karne   | · Ya Konan · Haggui · van Duinen · Strohdiek · Liendl | Georg Melches Stadion, Essen Widzów: 17500 |

| 9 sierpnia 2015 | VfB Lübeck  | 1:2   | SC Paderborn                     |              |
| 16:00           | 43' Richter | (1:0) | 54' Knechtel (sam.) · 60' Sağlık | Widzów: 7558 |

| 9 sierpnia 2015 | FC Nöttingen     | 1:3   | Bayern Monachium                       |                                           |
| 16:00           | 16' Hecht-Zirpel | (1:3) | 5' Vidal · 17' Götze · 26' Lewandowski | Panoramastadion, Remchingen Widzów: 29486 |

| 9 sierpnia 2015 | SpVgg Unterhaching  | 2:1   | FC Ingolstadt 04 |                                               |
| 16:00           | 30', 47' Einsiedler | (1:0) | 83' Hartmann     | Generali Sportpark, Unterhaching Widzów: 6500 |

| 9 sierpnia 2015 | Hansa Rostock                                    | 0:0 k. 4:5    | 1. FC Kaiserslautern                       |                                      |
| 18:30           |                                                  | (0:0, k. 4:5) |                                            | Ostseestadion, Rostock Widzów: 20100 |
| 18:30           | · Jänicke · Ahlschwede · Ziemer · Bickel · Ikeng | Rzuty karne   | · Löwe · Halfar · Przybyłko · Vucur · Karl | Ostseestadion, Rostock Widzów: 20100 |

| 9 sierpnia 2015 | KSV Hessen Kassel | 0:2   | Hannover 96            |               |
| 18:30           |                   | (0:1) | 16' Sané · 90' Karaman | Widzów: 18482 |

| 9 sierpnia 2015 | Energie Cottbus | 0:3   | FSV Mainz 05                       |                                                   |
| 20:30           |                 | (0:2) | 30' Frei · 33' Jairo · 64' Clemens | Stadion der Freundschaft, Chociebuż Widzów: 11123 |

| 10 sierpnia 2015 | VfR Aalen                                    | 0:0 k. 1:2    | 1. FC Nürnberg                                   |                                  |
| 18:30            |                                              | (0:0, k. 1:2) |                                                  | Ostalb Arena, Aalen Widzów: 9172 |
| 18:30            | · Drexler · Schwabl · Klauß · Kienle · Menig | Rzuty karne   | · Behrens · Brečko · Schöpf · Hovland · Kutschke | Ostalb Arena, Aalen Widzów: 9172 |

| 10 sierpnia 2015 | VfL Osnabrück | 0:2 (wo.) | RB Lipsk |                                                   |
| 18:30            |               |           |          | Stadion der Freundschaft, Chociebuż Widzów: 10000 |

| 10 sierpnia 2015 | Arminia Bielefeld | 0:2   | Hertha BSC             |                                      |
| 18:30            |                   | (0:0) | 73' Kalou · 88' Darida | SchücoArena, Bielefeld Widzów: 21484 |

| 10 sierpnia 2015 | FC St. Pauli   | 1:4   | Borussia Mönchengladbach                  |                                           |
| 20:30            | 34' Rzatkowski | (1:0) | 54', 67' Stindl · 56' Traoré · 86' Hazard | Millerntor Stadion, Hamburg Widzów: 28175 |

RB Lipsk otrzymał walkower w meczu z VfL Osnabrück, po tym jak w 71. minucie sędzia meczu - Martin Petersen - został uderzony latarką przez jednego z kibiców drużyny gości.

### 2. runda
Mecze 2. rundy zostały rozegrane w dniach 27-28 października 2015 roku.
| 27 października 2015 | FSV Frankfurt | 1:2 (pd.) | Hertha BSC     |                                        |
| 19:00                | 47' Golley    | (0:0)     | 56', 99' Kalou | PSD Bank Arena, Frankfurt Widzów: 8177 |

| 27 października 2015 | FC Erzgebirge Aue | 1:0   | Eintracht Frankfurt |                                                 |
| 19:00                | 74' Wegner        | (0:0) |                     | Sparkassen-Erzgebirgsstadion, Aue Widzów: 10750 |

| 27 października 2015 | FSV Mainz 05                 | 1:2   | TSV 1860 Monachium      |                                    |
| 19:00                | 6' Schindler · 45' Bengtsson | (1:0) | 70' Mugoša · 77' Okotie | Opel Arena, Moguncja Widzów: 17617 |

| 27 października 2015 | 1. FC Nürnberg                                                        | 5:1   | Fortuna Düsseldorf |                                            |
| 19:00                | 10' Burgstaller · 17' Behrens · 42' Füllkrug · 43' Leibold · 69' Blum | (4:0) | 71' Demirbay       | Grundig Stadion, Norymbergia Widzów: 18000 |

| 27 października 2015 | SpVgg Unterhaching                             | 3:0   | RB Lipsk |                                          |
| 20:30                | 5' Einsiedler · 23' Rosenzweig · 67' Steinherr | (2:0) |          | Millerntor Stadion, Hamburg Widzów: 5000 |

| 27 października 2015 | VfL Wolfsburg | 1:3   | Bayern Monachium            |                                           |
| 20:30                | 90' Schürrle  | (0:3) | 15' Costa · 20', 34' Müller | Volkswagen Arena, Wolfsburg Widzów: 30000 |

| 27 października 2015 | SV Darmstadt 98       | 2:1   | Hannover 96 |               |
| 20:30                | 74' Sulu · 79' Wagner | (0:0) | 54' Sobiech | Widzów: 15900 |

| 27 października 2015 | VfL Bochum      | 1:0   | 1. FC Kaiserslautern |                                         |
| 20:30                | 67' Löwe (sam.) | (0:0) |                      | Rewirpowerstadion, Bochum Widzów: 18514 |

| 28 października 2015 | SV Sandhausen                                         | 0:0 k. 3:4    | 1. FC Heidenheim                                           |                                           |
| 19:00                | 56' Hübner                                            | (0:0, k. 3:4) |                                                            | Hardtwaldstadion, Sandhausen Widzów: 2693 |
| 19:00                | · Bouhaddouz · Paqarada · Roßbach · Stolz · Linsmayer | Rzuty karne   | · Kraus · Schnatterer · Theuerkauf · Titsch Rivero · Feick | Hardtwaldstadion, Sandhausen Widzów: 2693 |

| 28 października 2015 | Borussia Dortmund                                                                        | 7:1   | SC Paderborn |                                           |
| 19:00                | 25' Ramos · 30', 58' Castro · 44' Kagawa · 55' Gündoğan · 87' Piszczek · 89' Mychitarian | (3:1) | 21' Lakić    | Signal Iduna Park, Dortmund Widzów: 74605 |

| 28 października 2015 | SC Freiburg | 0:3   | FC Augsburg                                |                                                         |
| 19:00                |             | (0:2) | 12' Ji Dong-won · 25' Esswein · 50' Caiuby | Schwarzwald-Stadion, Fryburg Bryzgowijski Widzów: 19600 |

| 28 października 2015 | FC Viktoria Köln | 0:6   | Bayer Leverkusen                                                               |              |
| 19:00                | 75' Brzenska     | (0:3) | 15' Brandt · 35' Bellarabi · 38', 55' Hernández · 81' Kießling · 83' Jurczenko | Widzów: 6166 |

| 28 października 2015 | Carl Zeiss Jena | 0:2   | VfB Stuttgart          |                                          |
| 20:30                | 90' Erlbeck     | (0:1) | 22' Harnik · 90' Maxim | Ernst-Abbe-Sportfeld, Jena Widzów: 18000 |

| 28 października 2015 | SSV Reutlingen 05 | 0:4   | Eintracht Brunszwik                           |                                                    |
| 20:30                |                   | (0:2) | 21', 61' Holtmann · 36' Berggreen · 79' Ademi | Stadion an der Kreuzeiche, Reutlingen Widzów: 7524 |

| 28 października 2015 | Schalke 04 | 0:2   | Borussia Mönchengladbach |                                            |
| 20:30                |            | (0:1) | 43' Stindl · 53' Hazard  | Veltins-Arena, Gelsenkirchen Widzów: 60655 |

| 28 października 2015 | Werder Brema | 1:0   | 1. FC Köln |                                   |
| 20:30                | 23' Ujah     | (1:0) |            | Weserstadion, Brema Widzów: 40052 |

### 3. runda
Mecze 3. rundy zostały rozegrane w dniach 15-16 grudnia 2015 roku.
| 15 grudnia 2015 | Borussia Mönchengladbach     | 3:4   | Werder Brema                                             |                                              |
| 19:15           | 32' Stindl · 74', 90' Hrgota | (1:0) | 52' Sternberg · 58' Vestergaard · 75' Pizarro · 78' Ujah | Borussia-Park, Mönchengladbach Widzów: 53106 |

| 15 grudnia 2015 | SpVgg Unterhaching            | 1:3   | Bayer Leverkusen                             |                                                |
| 19:15           | 27' Bauer · 79' Taffertshofer | (1:1) | 31' Hernández · 55' Kießling · 83' Bellarabi | Generali Sportpark, Unterhaching Widzów: 12500 |

| 15 grudnia 2015 | Bayern Monachium | 1:0   | SV Darmstadt 98 |                                        |
| 20:30           | 40' Alonso       | (1:0) |                 | Allianz Arena, Monachium Widzów: 70000 |

| 15 grudnia 2015 | FC Erzgebirge Aue | 0:2   | 1. FC Heidenheim            |                                     |
| 20:30           |                   | (0:0) | 48' Feick · 54' Schnatterer | Erzgebirgsstadion, Aue Widzów: 8250 |

| 16 grudnia 2015 | VfB Stuttgart                              | 3:2 (pd.) | Eintracht Brunszwik   |                                              |
| 19:00           | 21' Niedermeier · 99' Werner · 118' Šunjić | (1:1)     | 6' Baffo · 111' Ademi | Mercedes-Benz Arena, Stuttgart Widzów: 21950 |

| 16 grudnia 2015 | 1. FC Nürnberg | 0:2   | Hertha BSC              |                                               |
| 19:00           |                | (0:1) | 32' Darida · 65' Brooks | Max-Morlock-Stadion, Norymberga Widzów: 35204 |

| 16 grudnia 2015 | TSV 1860 Monachium | 0:2   | VfL Bochum                 |                                        |
| 20:30           |                    | (0:2) | 39' Haberer · 44' Hoogland | Allianz Arena, Monachium Widzów: 19800 |

| 16 grudnia 2015 | FC Augsburg | 0:2   | Borussia Dortmund                |               |
| 20:30           |             | (0:0) | 61' Aubameyang · 66' Mychitarian | Widzów: 30101 |

### Ćwierćfinały
Mecze ćwierćfinałowe odbyły się w dniach 9-10 lutego 2016 roku. 
| 9 lutego 2016 | Bayer Leverkusen            | 1:3   | Werder Brema                               |                                    |
| 19:00         | 22' Hernández · 41' Wendell | (1:2) | 31' García · 42' Pizarrio · 82' Grillitsch | BayArena, Leverkusen Widzów: 24104 |

| 9 lutego 2016 | VfB Stuttgart | 1:3   | Borussia Dortmund                          |                                              |
| 20:35         | 21' Rupp      | (1:2) | 5' Reus · 31' Aubameyang · 90' Mychitarian | Mercedes-Benz Arena, Stuttgart Widzów: 46500 |

| 10 lutego 2016 | 1. FC Heidenheim            | 2:3   | Hertha BSC                        |                                       |
| 19:00          | 10' Feick · 82' Schnatterer | (1:2) | 14', 21' Ibišević · 58' Haraguchi | Voith-Arena, Heidenheim Widzów: 11900 |

| 10 lutego 2016 | VfL Bochum | 0:3   | Bayern Monachium                  |                                         |
| 20:30          | Šimůnek    | (0:1) | 39', 90' Lewandowski · 61' Thiago | Rewirpowerstadion, Bochum Widzów: 28000 |

### Półfinały
Mecze półfinałowe odbyły się w dniach 19 i 20 kwietnia 2016 roku.
| 19 kwietnia 2016 | Bayern Monachium | 2:0   | Werder Brema |                                        |
| 20:30            | 30', 71' Müller  | (1:0) |              | Allianz Arena, Monachium Widzów: 75000 |

| 17 kwietnia 2016 | Hertha BSC | 0:3   | Borussia Dortmund                       |                                      |
| 20:30            |            | (0:1) | 20' Castro · 75' Reus · 83' Mychitarian | Olympiastadion, Berlin Widzów: 76233 |

### Finał
Mecz finałowy odbył się na Olympiastadionie w Berlinie 21 maja 2016 roku.
| 21 maja 2016 | Bayern Monachium                                 | 0:0 k. 4:3    | Borussia Dortmund                                |                                      |
| 20:00        |                                                  | (0:0, k. 4:3) |                                                  | Olympiastadion, Berlin Widzów: 74322 |
| 20:00        | · Vidal · Lewandowski · Kimmich · Müller · Costa | Rzuty karne   | · Kagawa · Bender · Sokratis · Aubameyang · Reus | Olympiastadion, Berlin Widzów: 74322 |

| Puchar Niemiec w piłce nożnej 2015/2016 zwycięzcy |
| ------------------------------------------------- |
| Bayern Monachium 18. tytuł                        |